# Gaston Médécin
Eugène Gaston Jean Médécin (ur. 8 stycznia 1901 w Monako, zm. 9 marca 1983 tamże) – monakijski lekkoatleta specjalizujący się w skoku w dal i wielobojach, olimpijczyk. Brał udział w igrzyskach w latach 1924 (Paryż) oraz 1928 (Amsterdam), nie zdobył na nich żadnych medali.

## Wyniki olimpijskie
| Igrzyska | Konkurencja   | Eliminacje | Eliminacje | Półfinały       | Półfinały       | Finał | Finał                    |
| Igrzyska | Konkurencja   | Wynik      | Miejsce    | Wynik           | Miejsce         | Wynik | Miejsce                  |
| -------- | ------------- | ---------- | ---------- | --------------- | --------------- | --- | ------------------------ |
| IO 1924  | Skok w dal    | 6,51 m     | 22.        | → Nie awansował | → Nie awansował | → Nie awansował | → Nie awansował          |
| IO 1924  | Pięciobój     |            |            |                 |                 | Skok w dal - 6,49 m Bieg na 200 m - 24,0 s Rzut dyskiem - 32,43 m Rzut oszczepem -DNF Bieg na 1500 m - DNF | 17. (po 3 konkurencjach) |
| IO 1924  | Dziesięciobój |            |            |                 |                 | Bieg na 100 m - 11,6 s Skok w dal - 6,52 m Pchnięcie kulą - 11,30 m Skok wzwyż - 1,60 m Bieg na 400 m - 53,0 s Bieg na 110 m przez płotki - 18,0 s Rzut dyskiem - 27,65 m Skok o tyczce - AC Rzut oszczepem - 30,68 m Bieg na 1500 m - 4:49,60 min | 20.                      |
| IO 1928  | Skok w dal    | 6,51 m     | 34.        | → Nie awansował | → Nie awansował | → Nie awansował | → Nie awansował          |
| IO 1928  | Dziesięciobój |            |            |                 |                 | Bieg na 100 m - 12,0 s Skok w dal - 6,46 m Pchnięcie kulą - 11,67 m Skok wzwyż - 1,50 m Bieg na 400 m - 53,6 s Bieg na 110 m przez płotki - 20,0 s Rzut dyskiem - 30,71 m Skok o tyczce - AC Rzut oszczepem - DNF Bieg na 1500 m - DNF             | AC                       |